# Dipoinos
Dipoinos (altgriechisch Δίποινος, latinisiert Dipoenus) war ein griechischer Bildhauer aus Kreta, der vermutlich im 6. Jahrhundert v. Chr. gemeinsam mit dem Bildhauer Skyllis vor allem auf dem Peloponnes tätig war. Er ist nur literarisch bezeugt, wobei die ältesten Quellen aus der römischen Kaiserzeit stammen. Die ausführlichsten Berichte finden sich bei Plinius dem Älteren und Pausanias.
Plinius gibt als ungefähre Hauptschaffenszeit die 50. Olympiade an, verortet Dipoinos also zeitlich in die erste Hälfte des 6. Jahrhunderts v. Chr., als noch die Meder und noch nicht die Perser den Vorderen Orient beherrschten. Dipoinos und Skyllis waren nach Plinius die ersten Bildhauer, die sich durch die Bearbeitung von Marmor auszeichneten, wobei sie eine Lychnites genannte Form parischen Marmors verwendet haben sollen. Plinius berichtet eine Legende aus dem Leben der beiden Bildhauer, nach der sie in Sikyon mit der Schaffung von Kultstatuen des Apollon, der Artemis, des Herakles und der Athena beauftragt wurden. Vor der Fertigstellung wurden sie von den Sikyoniern gekränkt und reisten nach Ätolien ab. In Sikyon verdarb daraufhin die Ernte und es brach eine Hungersnot aus. Das um Rat befragte Orakel von Delphi empfahl die Rückholung der Bildhauer, um die unvollendeten Statuen fertigzustellen, was unter großem Aufwand schließlich gelang. Nach Moses von Choren befanden sich die beiden zuvor in Lydien, wo der Achämenide Kyros II. eine von ihnen geschaffene Statue des Herakles aus vergoldeter Bronze raubte.
Pausanias berichtet, dass die beiden als Schüler des mythischen Erfinders und Kulturheros Daidalos galten oder sogar als seine Söhne mit einer Frau aus Gortyn angesehen wurden. Dipoinos’ Lebenszeit wird dadurch in die mythische Vorzeit verlagert. Da Pausanias als zuverlässige Quelle für von ihm beschriebene Kunstwerke gilt, bestand ein sicher Dipoinos zuschreibbares Werk, eine Statuengruppe in Argos, aus Holz und Chryselephantin. In ihr waren die Dioskuren, deren Gattinnen Hilaeira und Phoibe sowie deren Söhne Anaxis und Mnasinoos dargestellt. Dipoinos und Skyllis galten der antiken Kunstschriftstellerei als Gründer einer seitens der Forschung des 19. Jahrhunderts Daidaliden genannten Künstlerschule, der Bildhauer wie Theokles, Medon und Dorykleidas aus Sparta, Klearchos aus Rhegion und die auf Delos tätigen Brüder Tektaios und Angelion angehört haben sollen.